# Стратегия 2010
Стратегия 2010 — программа социально-экономического развития Российской Федерации на период 2000—2010, разработанная в Центре стратегических разработок. Также известна как «Основные направления социально-экономической политики Правительства Российской Федерации на долгосрочную перспективу».
В документе были сформулированы меры по реформированию не только экономической и социальной политики, но и государственной власти. На основе Стратегии летом 2000 года были разработаны и одобрены на заседании Правительства Основные направления социально-экономической политики Правительства Российской Федерации на долгосрочную перспективу (до 2010 года, 2010 - 2020 годы, (десятигодие)), ставшие идеологической основой всех последующих концептуальных документов Правительства — планов действий и среднесрочных программ.
После окончания работы над Стратегией ведущие эксперты ЦСР перешли в Правительство РФ для работы по её практической реализации. Высокие посты в Правительстве заняли Олег Вьюгин, Аркадий Дворкович, Михаил Дмитриев, Эльвира Набиуллина, Алексей Улюкаев. Председатель Совета Фонда Герман Греф был назначен Министром экономического развития и торговли Российской Федерации, президент Фонда Дмитрий Мезенцев — избран в Совет Федерации.

## Ожидаемые результаты
|                                                 | 1999  | 2000  | 2001  | 2002  | 2003  | 2004  | 2010  |
| ----------------------------------------------- | ----- | ----- | ----- | ----- | ----- | ----- | ----- |
| Прирост ВВП к предыдущему году, %               | 3,2   | 5,0   | 4,1   | 4,6   | 5,1   | 4,7   | 5,2   |
| ВВП в текущих ценах, млрд.руб.                  | 4545  | 5837  | 6964  | 7907  | 8990  | 10023 | 18932 |
| ВВП по обменному курсу, млрд.долл.              | 186,1 | 205   | 229   | 234   | 261   | 284   | 457   |
| Объем в % к уровню 1999 г.                      |       |       |       |       |       |       |       |
| ВВП — всего                                     | 100,0 | 105,0 | 109,3 | 114,3 | 120,1 | 125,7 | 170,3 |
| Расходы на конечное потребление                 | 100,0 | 103,6 | 107,8 | 113,3 | 118,9 | 125,1 | 171,6 |
| -домашних хозяйств                              | 100,0 | 105,0 | 109,8 | 116,1 | 122,8 | 128,9 | 182,1 |
| -государственных учреждений                     | 100,0 | 101,5 | 104,1 | 107,3 | 110,2 | 116,5 | 145,5 |
| Валовое накопление основных фондов              | 100,0 | 105,8 | 118,2 | 131,2 | 151,4 | 169,5 | 270,7 |
| Структура ВВП в текущих ценах, %                |       |       |       |       |       |       |       |
| ВВП — всего                                     | 100,0 | 100,0 | 100,0 | 100,0 | 100,0 | 100,0 | 100,0 |
| Расходы на конечное потребление                 | 68,6  | 65,5  | 65,8  | 66,8  | 67,1  | 67,8  | 70,8  |
| -домашних хозяйств                              | 50,4  | 48,5  | 48,7  | 49,9  | 50,5  | 50,9  | 54,6  |
| -государственных учреждений                     | 15,4  | 14,7  | 14,6  | 14,6  | 14,2  | 14,4  | 13,6  |
| -НКО                                            | 2,8   | 2,3   | 2,4   | 2,4   | 2,4   | 2,5   | 2,6   |
| Валовое накопление                              | 15,1  | 17,6  | 21,7  | 23,0  | 24,7  | 25,6  | 27,2  |
| -основных фондов                                | 15,8  | 18,4  | 20,3  | 21,6  | 23,4  | 24,7  | 27,2  |
| -прирост запасов материальных оборотных средств | -0,7  | -0,7  | 1,4   | 1,4   | 1,3   | 0,9   | 0,0   |
| Чистый экспорт                                  | 16,3  | 16,9  | 12,6  | 10,2  | 8,2   | 6,6   | 2,0   |
|                                                 |       |       |       |       |       |       |       |
| Валовой национальный доход, % ВВП               | 95,9  | 97,9  | 98,0  | 98,0  | 98,2  | 98,7  | 99,6  |
| Валовые сбережения, % ВВП                       | 25,5  | 30,6  | 31,5  | 31,0  | 31,0  | 30,7  | 28,7  |
|                                                 |       |       |       |       |       |       |       |
| Прирост потребительских цен, % (среднегодовой)  | 87    | 13    | 10    | 11    | 9     | 7     | 6     |
|                                                 |       |       |       |       |       |       |       |
| Среднегодовой обменный курс, руб. за долл. США  | 24,4  | 28,4  | 30,3  | 33,8  | 34,5  | 35,2  | 41,3  |
| Экспорт товаров (ФОБ), млрд.долл.               | 74,7  | 84,6  | 81,2  | 83,8  | 86,4  | 88,7  | 104,2 |
| Импорт товаров (ФОБ), млрд.долл.                | 39,4  | 45,9  | 54,0  | 59,9  | 65,1  | 70,7  | 95,3  |
| Сальдо счета текущих операций, млрд.долл.       | 25,0  | 29,3  | 19,7  | 16,2  | 12,9  | 11,0  | 4,0   |
| Валютные резервы на конец года, млрд.долл.      | 9,4   | 19,1  | 24,2  | 32,8  | 35,2  | 39,1  | 52,4  |

## Итоги реализации
Итоги реализации Стратегии были подведены на конференции «Стратегия-2010: итоги реализации и новые вызовы», состоявшейся 1 июня 2010 года.
По словам Германа Грефа многие положения программы были выполнены к 2010 г. Так, рост ВВП превысил 6 % в год (исключая кризисные 2009—2010 гг.), была осуществлена реструктуризация госдолга, обеспечена платежеспособность государства. Эти реформы создали серьёзный противокризисный щит, который помогает переживать кризис 2008—2010 гг. Но было реализовано не все, примерно 40 % реформ. Основным же результатом он считает появление интеллектуального задела, используя который можно двигаться дальше.
Министр финансов РФ Алексей Кудрин подчеркнул, что в результате проведенных реформ сложилась новая страна, которая получила статус рыночной и инвестиционный рейтинг. Радикально изменились условия и возможности: разработаны и приняты Налоговый и Бюджетный кодексы, образован резервный фонд, у страны низкий долг. За 10 лет созданы «опоры прочности», которые помогают выстаивать в кризис. При этом он отметил, что главной задачей является даже не создание резерва на случай кризиса, а сохранение стабильности показателей.
Проректор ГУ-ВШЭ Лев Якобсон отметил, что в сфере образования за 10 лет сделано немало, но ситуация по-прежнему остается неблагоприятной. Необходима реструктуризация этой важной сферы.
Управляющий директор Группы «Тройка Диалог» Андрей Шаронов отметил, что не были решены задачи по децентрализации власти и госпрограммированию.
Директор Департамента стратегического управления и бюджетирования Министерства экономического развития РФ Олег Фомичёв положительно оценил результаты выполнения «Стратегии-2010», одним из главных достижений которых он назвал создание в стране хорошего инвестиционного климата. Одновременно он подчеркнул, что сейчас на повестке дня стоит создание инновационной экономики, для которой инвестиционный климат и базовые институты являются основополагающими факторами.
Как заявил Евгений Ясин, Научный руководитель ГУ-ВШЭ, «Стратегия-2010» является очень хорошей и очень актуальной. Но графики, которые содержатся в представленном итоговом документе, говорят о срыве ряда направлений программы. Самым же главным её достижением он назвал налоговую реформу.
Управляющий Директор Группы компаний «Тройка Диалог» Евгений Гавриленков считает, что программа хорошо выполнялась до 2004 года, а дальше пошло активное наращивание бюджетных расходов. В итоге пришли к тому, что цены на нефть росли, а бюджет сводился с дефицитом. И вообще, по его мнению, всякий раз, когда экономика как система начинает функционировать, а государство решает поучаствовать в этом, это приводит к нарушению равновесия.